# Isla Hatia
La isla Hatia (también escrito como «isla Hatiya») es una isla en el norte de la bahía de Bengala, en Bangladés (antes escrito Bangladesh), en la desembocadura del río Meghna. La isla tiene una superficie de 371 km². Otras islas importantes en alta mar de esta región son la isla Bhola (que es el más grande) y la isla Manpura. Todas estas islas están densamente pobladas.